# Boiadeiro
Marco Antônio Ribeiro, detto Boiadeiro o Marco Antônio Boiadeiro (Américo de Campos, 13 giugno 1965), è un allenatore di calcio ed ex calciatore brasiliano.

## Carriera

### Club
Gli inizi di carriera di Boiadeiro sono nel Botafogo di Ribeirão Preto, dove debutta nel 1985. Dal 1986 al 1988 è al Guarani, poi passa al suo primo club importante, il Vasco da Gama, dove resta fino al 1991. Dal 1991 al 1993 gioca nel Cruzeiro, guadagnandosi la convocazione in nazionale per la Copa América 1993. Dopo un periodo in squadre minori come il Rio Branco e l'Anápolis torna brevemente all'Atlético Mineiro prima di chiudere la carriera alla Sãocarlense.

### Nazionale
Con la nazionale di calcio brasiliana Boiadeiro conta 5 presenze ottenute nel periodo della Copa América 1993. Durante la competizione Boiadeiro ha sbagliato il rigore decisivo nei quarti di finale contro l'Argentina.

### Allenatore
Nel 2012 viene nominato CT di Timor Est.

## Palmarès

### Club

#### Competizioni nazionali
- Campionato brasiliano: 1

Vasco da Gama: 1989
- Campeonato Brasileiro Série B: 1

América Mineiro: 1997
- Coppa del Brasile: 2

Cruzeiro: 1993
Corinthians: 1995
- Campionato Mineiro: 2

Cruzeiro: 1992
Atlético Mineiro: 1999
- Campionato paulista: 1

Corinthians: 1995

#### Competizioni internazionali
- Supercoppa Sudamericana: 2

Cruzeiro: 1991, 1992

### Individuale
- Equipo Ideal de América: 1

1992